# Kilungius insulanus
Kilungius insulanus is een hooiwagen uit de familie Epedanidae.